# Armet (casque)

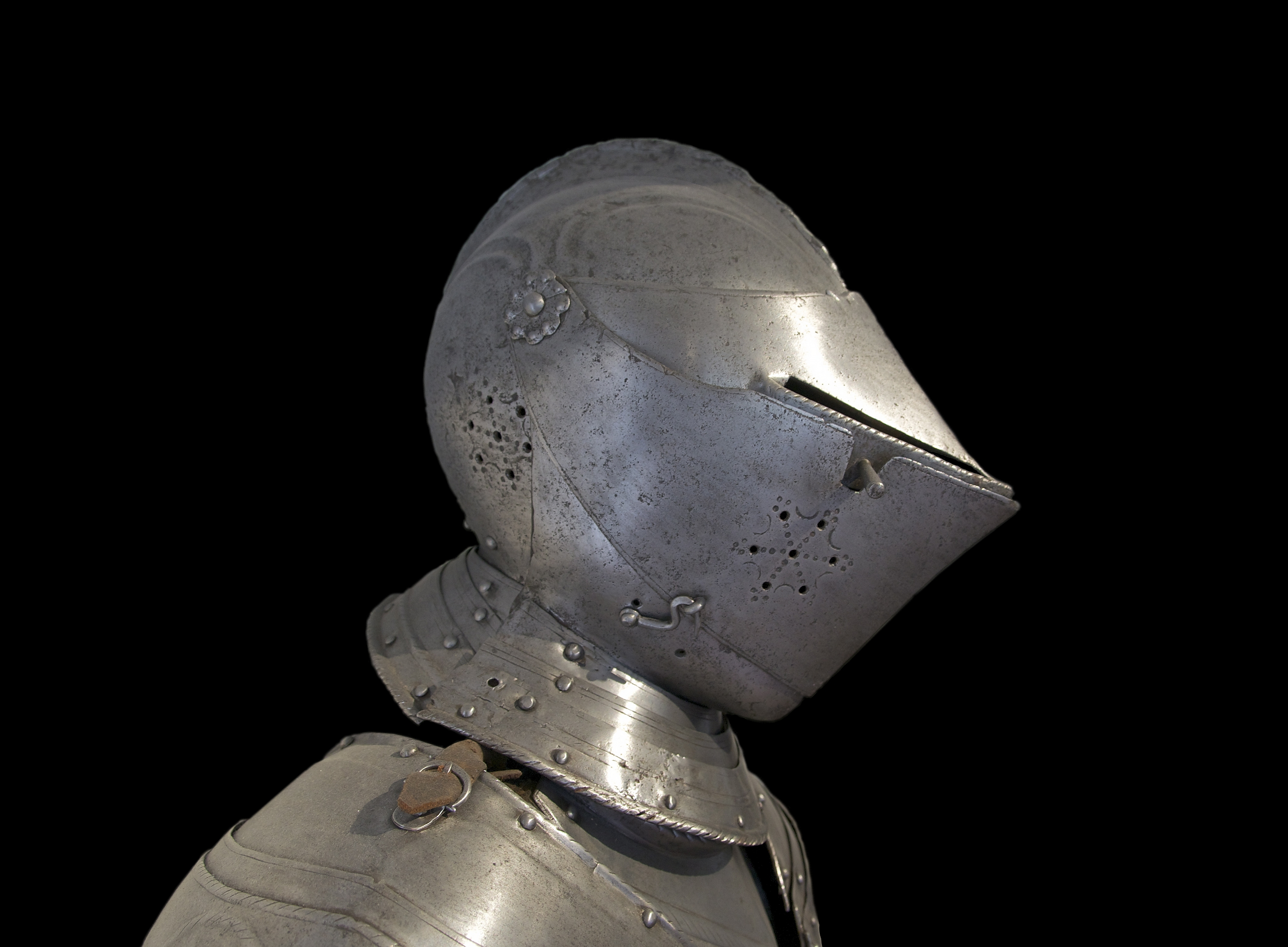
Un armet.

Pour les articles homonymes, voir Armet.
L'armet (de l’italien elmetto et de l’ancien français hiaumet (helmet en anglais), petit heaume), est une armure de tête, un casque fermé qui apparaît au XVe siècle.
En usage aux XVe et XVIe siècles, on le trouve évoqué dans la littérature de chevalerie. Malgré l'apparition d'armes à feu, certains combattants continueront à porter des armures tels les conquistadors. L'armet est probablement originaire de la ville de Milan.
C’est d'abord le casque des milices du XVe siècle, qui succède au bassinet, et qui se compose du tymbre avec ou sans crête, de la vue, du nasal, du ventail. L’armet était plus léger que le heaume et pouvait être porté sans trop de fatigue. Son mécanisme permettait de voir et de respirer à l’aise, contrairement au bassinet.
L'armet sera encore porté pendant la première partie du XVIIe siècle, notamment pendant la guerre de Trente Ans (1618-1648) en Europe. Il équipe les cuirassiers (cavalerie lourde).
Il disparaît vers 1650 avec l'abandon progressif des casques et cuirasses sur le champ de bataille, face au progrès constant des armes à feu.

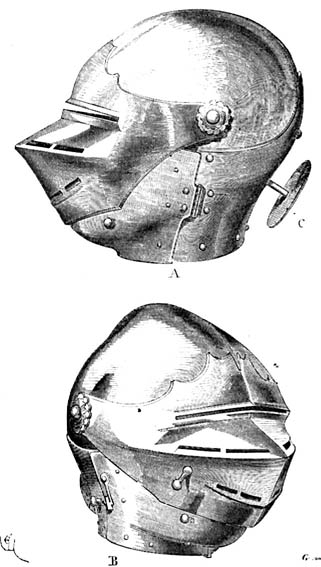
Types d'armets florentins par Viollet-le-Duc.
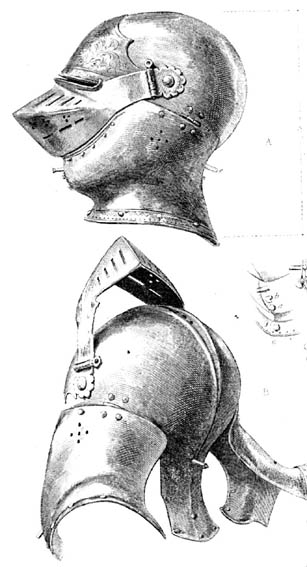
Types d'armets classiques par Viollet-le-Duc.
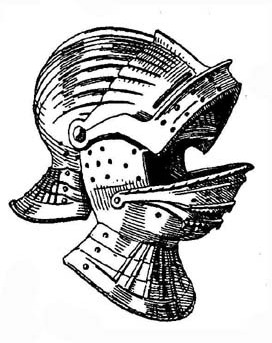
Armet articulé par Wendelin Boeheim.
Blason de la commune de Bettoncourt (Vosges) : De gueules, à trois armets mornés d'or.